# Füchse Berlin Reinickendorf
Maillots
Le Reinickendorfer Füchse est un club omnisports allemand localisé dans le district de Reinickendorf dans l’ouest de Berlin.
Le club est surtout connu pour ses sections de football et de handball (Füchse Berlin) mais il dispose aussi de sections de basket-ball, bowling, boxe, gymnastique, hockey-sur-glace, natation, tennis, tennis de table, et volley-ball.
Depuis janvier 2007, le club dispose également d’une section de cricket en ayant englobé le Metropol Cricket Team Berlin.

## Histoire
Le club est créé le 28 janvier 1891 comme club de Gymnastique sous l’appellation Turn Verein Reinickendorf. Afin d’honorer la mémoire d’Adolf Dorner, qui joua un rôle déterminant dans la promotion de la gymnastique dans les équipes allemandes, le club est rebaptisé Turnverein Dorner en septembre 1893. Comme l’association continue de se développer et que de nouvelles sections sportives son ajoutées, son nom devient Turn- und Sportverein Dorner.
En novembre 1937, le TSV Dorner s’unit avec le Reinickendorfer FCC Halley-Concordia (qui était le résultat de la fusion, en 1925, entre le Reinickendorfer FC Halley 1910 et le Concordia 95) et le Reinickendorfer HC, une équipe de Hockey sur gazon pour créer le Turn-und Rasensportverein Reinickendorf.
Après la reddition de l’Allemagne nazie en 1945, le TuRa Reinickendorf est dissous par les Alliés, comme tous les clubs et associations allemands (voir Directive n°23).
Le club est rapidement reconstitué sous l’impulsion d’anciens membre du TuRa, sous le nom de SG Reinickendorf-Ost. De leur côté, les joueurs de football forment le SG Felsenbeck. En avril 1947, le SG Reinickendorf-Ost prend le nom de Berliner Turn-und Sportverein (BTSV) von 1891 Reinickendorfer Füchse. En juillet 1948, le SG Felsenbeck devient le Reinickendorfer FC Halley–Borussia, puis le 1er décembre de la même année, il rejoint le BSTV.
Le club accède à l’Amateurliga Berlin (niveau 3 du football allemand à l’époque) en 1958. Lors de la création de la Bundesliga en fin de saison 1962-1963, le club termine 3e de l’Amateurliga Berlin et gagne le droit de monter au nouveau niveau 2 qui reçoit le nom de Regionalliga Berlin. Le BSTV Reinickendorfer Füchse y reste jusqu’au terme de la saison 1968-1969 avant d'être relégué.
Le club joue au 3e niveau de la hiérarchie pendant une trentaine de saison. Cette série devient l’Oberliga Berlin en 1974, lors de la création de la 2. Bundesliga. Au niveau 3, die Füchse (les Renards) terminent vice-champions en 1981 et remportent le titre en 1989 et 1990. Lors de ces deux saisons, le club prend donc part au tour final pour la montée en 2. Bundesliga. En 1989, il termine 4e sur 5 derrière les deux promus : le MSV Duisburg et le SC Preussen Münster. L’année suivante, le club berlinois termine à la dernière place de son groupe de 5.
À la fin de la saison 1990-1991, la série prend le nom de Oberliga Nordost et se voit scindée en trois groupes (Nord, Centre et Sud) lors de la réforme des séries entamées peu après la réunification allemande.
Le BSTV Reinickendorfer Füchse est versé dans le groupe Nord. En 1994, le club s’y classe 5e et peut ainsi rester au 3e niveau qui est ramené à une seule série et prend le nom de Regionalliga Nordost. Au terme de l’exercice 1997-1998, les Renards terminent e sur 18 et sont relégués en Oberliga Nordost Nord (équivalent niveau D4).
À la fin de la saison 1999-2000, Reinickendorfer Füchse est vice-champion d'Oberliga, mais cette année-là, il n’y a aucun montant vers le niveau 3, car celui-ci est ramené de 4 à 2 séries la saison suivante.
En 2005, le BSTV Reinickendorfer Füchse descend au niveau 5, la Verbandsliga Berlin. En fin de saison 2007-2008, le club remonte en Oberliga mais celle-ci devient le 5e niveau de la pyramide de la DFB, en raison de l’instauration de la 3. Liga.

## Palmarès
- Champion de l’Oberliga Berlin : 1989, 1990
- Vice-champion de l’Oberliga Berlin : 1981
- Vice-champion de l’Oberliga Nordost Nord : 2000